# 蠅蛆症

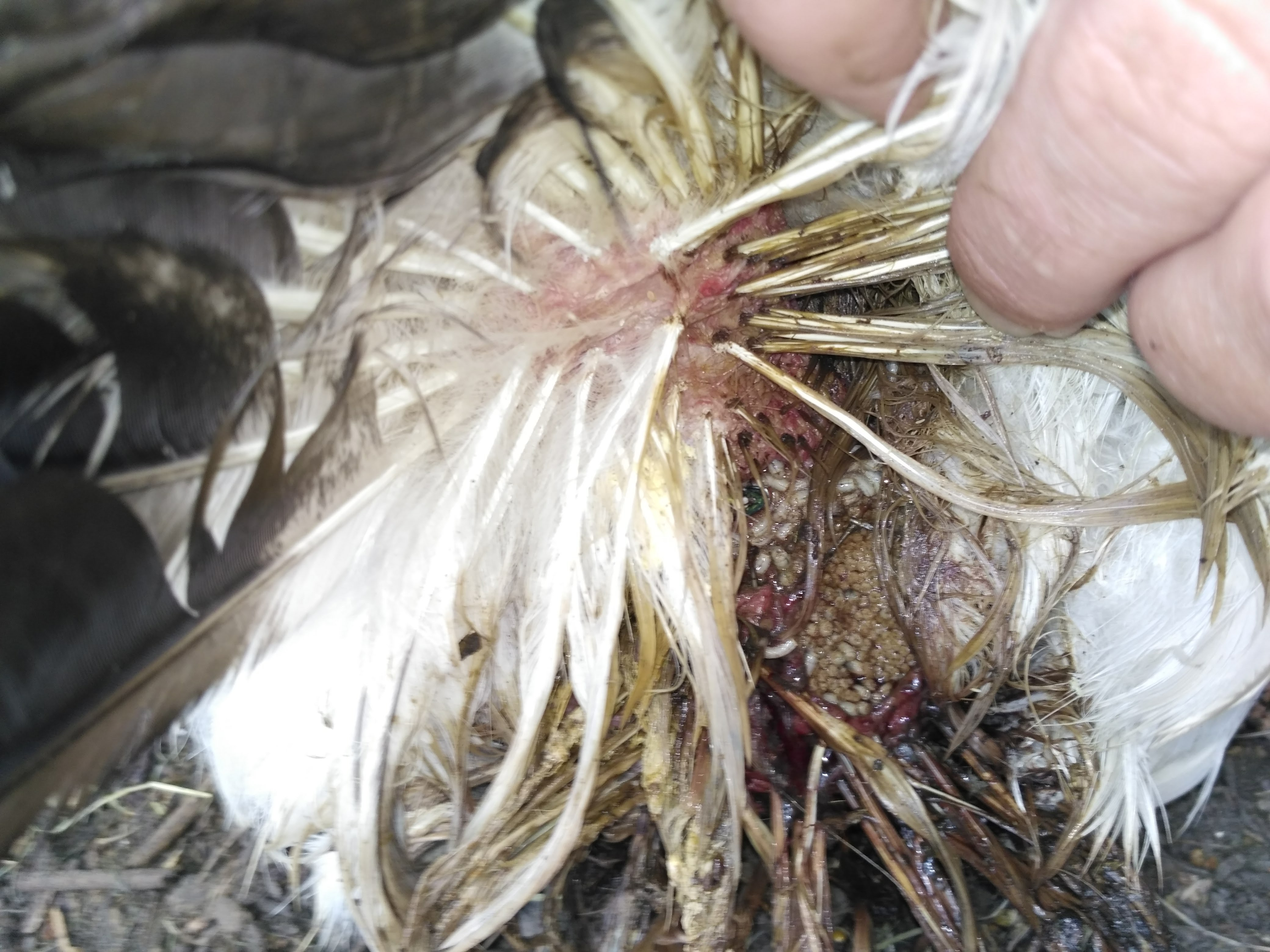
雌の鶏の臀部に発生した重度の蝿蛆症。画像右下に3-4cm大のぽっかりと開いた傷口があり、蝿の幼虫が肉を食べている。

蝿蛆症（ようそしょう、英: myiasis, 独: Myiasis, 仏: myiase, 羅: myiasis）は、ハエの幼虫（蛆）が生きた哺乳類の体内に侵入したことによって発生する感染症（寄生虫性疾患）である。つまり、何らかのハエの幼虫である蛆が寄生虫となった状態とも説明できる。蛆は宿主の生体組織を食べて成長する。ハエは開放創や尿、便に汚染された毛皮を好むが、一部の種（よく知られている蝿蛆症を引き起こす蝿、ヒツジバエ、クロバエ、ラセンウジバエなど）は傷のない皮膚であっても侵入することができ、蛆の媒介者として湿った土や蝿蛆症を引き起こさないハエ（イエバエなど）を利用することが知られている。ヒトに寄生したものを真性ハエ症(obligate myiasis)として区別することもある。
蝿蛆症は、口語では「ハエウジ症、ハエ幼虫症（flystrike、blowflystrike）」などと呼ばれることがあり、患者またはその罹患組織は「うじがわいた（fly-blown）」と称される。このような状態を表す名称は古代ギリシャ語のμυῖα (myia、意味はハエ)に由来する。『南山堂医学大辞典』は「ハエ症」を主な見出し語に採用、「ハエ蛆症」を別名としている。『ステッドマン医学大辞典』はmyiasisの訳語として「ハエウジ病・ハエ幼虫症」を挙げる。『医科学大事典』は「ハエ幼虫症」を主な見出し語に採用、「ハエ症・ハエうじ症」を別名としている。その他、「皮膚ハエ症」という用語を使用する文献もある。
ヒト以外の動物（とくに家畜）はヒトほど上手く蝿蛆症の原因や症状に対処できないため、このような寄生は、畜産業において非常に重篤で長引く問題となる。すなわち、ヒトの行動によって緩和されない限り、重大な経済的損失をもたらす。
典型的には動物においてより重大な問題となるものの、蝿蛆症を引き起こすハエが生息するような熱帯地域に住むヒトにとっても、蝿蛆症は比較的よくみられ、しばしば寄生した蛆を取り除くために外科的な処置を必要とする。
蝿蛆症は様々な病態をとり、患者への作用もさまざまである。このような相違は、ハエの種類と蛆が寄生した部位によって生じる。一部のハエは開放創に産卵し、一部の蛆は健康な皮膚を侵襲する。鼻や耳を通じて体内に侵入することもある。さらに、唇の周囲に産卵された卵や、食べ物に付着した卵を飲み込むことが原因となる場合もある。

## 兆候と症状
蝿蛆症とその症状にはいくつかの種類がある。蝿蛆症の人体への影響は、蛆の寄生部位によって決まる。蛆は様々な部位の死んだ、壊死した、あるいは生きている組織を侵す。寄生部位には皮膚、目、耳、胃、腸管、あるいは泌尿器・生殖器などがある。蛆は開放創や健康な（=破綻のない）皮膚にも侵入する。一部は鼻や目を介して体内へ侵入する。蛆あるいは卵は、食物とともに飲み込まれた場合、胃腸に到達して消化器蝿蛆症を引き起こす場合がある。
| 症候群     | 症状 |
| ---------- | --- |
| 皮膚蝿蛆症 | 疼痛を伴い、徐々に進行する潰瘍あるいは「癤」のような病変で、長期間にわたり腫れが続く。                               |
| 鼻蝿蛆症   | 鼻腔の閉塞、重度の痒み。一部の症例では顔面の浮腫、発熱。死亡例は少ない。                                             |
| 耳蝿蛆症   | 這い回るような刺激と耳鳴り。嫌な匂いの滲出物がみられることがある。中耳に蛆が侵入した場合、脳へと移行する場合がある。 |
| 眼蝿蛆症   | 一般的な病態であり、ひどい炎症、水腫、痛みを引き起こす。                                                             |

### 院内感染
院内で起こる蝿蛆症も報告されている。ハエが存在する場合、開放創や炎症を伴う患者ではきわめて頻繁にみられる。院内での蝿蛆症を防ぐために、入院患者のいる部屋にはハエが入り込まないようにすべきである。

### 創傷部位
創傷部位の蝿蛆症は、開放創にハエの幼虫が寄生した場合に生じる。熱帯地域での戦争による受傷に伴う重大な合併症であり、戦争がなくとも世界の大部分の地域で傷口が放置された場合にもみられる。
ハイリスク群としては、認知症などの精神的な問題のほか、一人暮らし・路上生活・家族の無関心などの社会的・経済的状況が悪いこと、高齢、寝たきり、肥満、糖尿病、悪い衛生状態、免疫力低下、血管塞栓性疾患などがある。その他、アタマジラミによる咬傷もリスクを高めるという報告がある。

### 眼
ヒトの眼で起こる蝿蛆症、すなわち眼蝿蛆症は、 Hypoderma tarandi（トナカイヒフバエ、カリブーに寄生）、ヒツジバエが原因となる。眼の蝿蛆症に続発して、ぶどう膜炎、緑内障、網膜剥離が引き起こされる。これら眼の表面あるいは内部で発生するいずれの病態も、ハエの幼虫により引き起こされる。

## 疫学と経済的打撃
家畜で最もよく感染がみられるのはヒツジであり、ヒツジのハエウジ症の項目でより詳細に解説されている。この病態はクロバエ科のハエによって、特に高温多湿な環境の場合、よくみられる。クロバエによる蝿蛆症は、オーストラリアのヒツジ産業において年間1億7000万豪ドル以上の損失を引き起こしており、これは世界でも最も甚大な損害である。この深刻なリスクに対処するため、オーストラリアのヒツジ農家はミュールシングと呼ばれるハエの寄生部位を除去する処置を行い、寄生を予防するのが一般的である。またヒツジの尾（頻繁に汚染され、ハエの標的となりやすい）のドッキング（短く切り落とす）も世界中のヒツジ農家の間では一般的に行われている。蛆はまれに外陰部に寄生し、外陰部蝿蛆症と呼ばれる病態を引き起こす。
このような問題はオーストラリアやニュージーランドに特有のものではない。特に家畜、とりわけヒツジが高温多湿な環境に置かれるアフリカの大部分や、アメリカを含む世界中（北半球の温帯地域から、対応する緯度の南の地域まで）で発生する。蝿蛆症はヒツジだけの病気というわけでもなく、Cochliomyia属のハエ（特にラセンウジバエ）は家畜の牛やヤギで最大1億米ドルもの損害を生み出している。 不妊虫放飼などの対策により、1972年以降は被害は軽減されてきている。

## 生活環
ヒツジにおける生活環は典型的である。雌のハエはヒツジの体表で湿っていて卵が保護されやすく、尿や便で汚染された部分（主に臀部）に卵を産む。卵が孵化するまでには天候などによるが約8時間〜1日かかる。ひとたび孵化すると、幼虫は口器により皮膚を傷つけ、開放創を作る。皮膚が破られると、幼虫は宿主の皮下組織まで穴を開けながら進み、深刻な炎症を伴う病変を作り、その部位は感染の可能性が高くなる。およそ2日後、細菌感染が起こり、未治療のまま放置すると菌血症ないし敗血症を引き起こす。この結果食欲不振や虚弱が起こり、治療をしなければ一般的に致死的な経過をたどる。

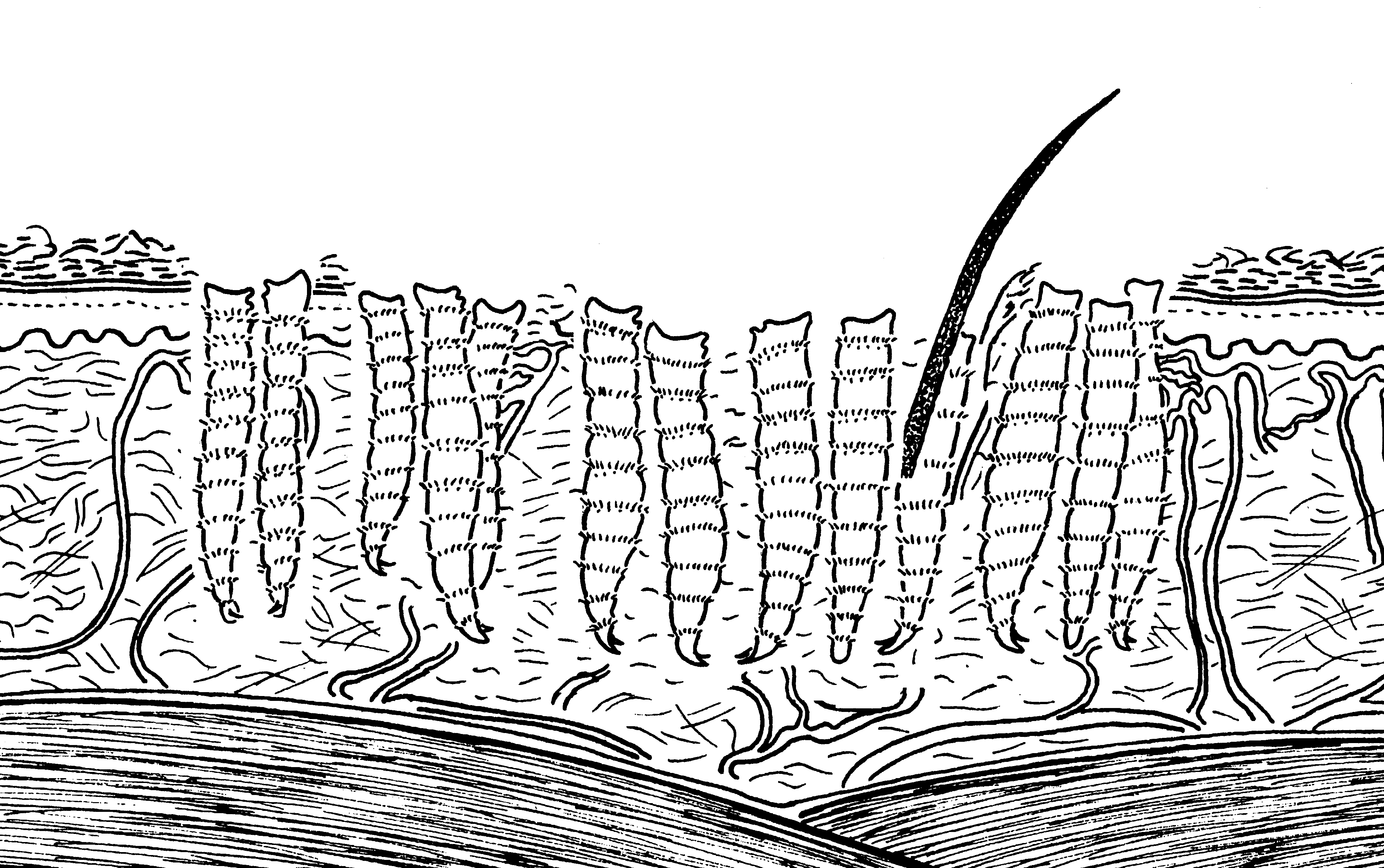
Chrysomya myiasis skin

## ヒトにおける媒介動物
主に次の3種類の科に属するハエが、経済的に重要な家畜の蝿蛆症の原因となる。また、しばしばヒトにおいても問題となる。
- クロバエ科（クロバエ）
- ヒツジバエ科（ヒツジバエ）
- ニクバエ科（ニクバエ）

日本にはこうした真正寄生を示すハエは生息していないが、外国から帰国したのち蝿蛆症と診断された症例は存在する。
その他の科の関与もしばしば認められる。たとえば
- カバエ科
- チーズバエ科
- ミズアブ科
- ハナアブ科など。

### 品種特異的な蝿蛆症
幼虫の発育に特異的な宿主が必要なハエである。
- Dermatobia hominis (ヒトヒフバエ)
- Cordylobia anthropophaga (ヒトクイバエ)
- Oestrus ovis (ヒツジバエ)
- Hypoderma spp. (ウシバエ属)
- Gasterophilus spp. (ウマバエ属)
- Cochliomyia hominivorax (新世界ラセンウジバエ)
- Chrysomya bezziana (旧世界ラセンウジバエ)
- Auchmeromyia senegalensis (コンゴの床バエ)
- Cuterebra spp. (ウサギヒフバエ)

備考：『南山堂医学大辞典』はウマバエの学名としてDermatobia hominisを挙げるが、他の文献によるとウマバエの学名はGastrophilus intestinalisである。ここでは、D. hominisの和名としてヒトヒフバエを採用する。

### 部分的に品種特異性を示す蝿蛆症
通常は腐敗した動物性・植物性の物体に産卵するハエだが、宿主に開放創や穿孔がある場合はそこで発育する可能性がある。
- Lucilia spp. (クロバエ属)
- Cochliomyia spp. (アメリカオビキンバエ、ラセンウジバエ属)
- Phormia spp. (クロキンバエ属)
- Calliphora spp. (オオクロバエ属)
- Sarcophaga spp. (ニクバエ属)

ニクバエ属は、肉や果実に産卵した場合、それを食べたヒトに腸管蝿蛆症を引き起こす可能性がある。

### 偶発性蝿蛆症
擬蝿蛆症とも呼ばれる。宿主が存在しなくとも発育することができるハエにより引き起こされるが、まれな病態である。偶然虫卵が口、あるいは泌尿生殖器の開口部に付着した場合や、虫卵ないし幼虫を食物とともに飲み込んだ場合に起こる。
- Musca domestica (ウマバエ)
- Fannia spp. (便所バエ)
- Eristalis tenax (ナミハナアブ)
- Muscina spp.（オオイエバエ）

ハエの成虫は寄生性ではないが、開いた傷口に産卵し、それらが孵化して幼虫になると、幼虫は生きた組織、あるいは壊死した組織を食べ、蝿蛆症を引き起こす。このような病態は、摂取した場合やその他の自然孔からの侵入時にも生じることもある。

## 診断
蝿蛆症はアメリカではしばしば誤診される。まれな病態であり、症状が非特異的なためである。腸管蝿蛆症や泌尿器蝿蛆症は特に診断が難しい。
蝿蛆症の手がかりとしては、最近流行地に旅行をした、皮膚に治らない病変が1箇所ないし複数ある、掻痒、皮下で動くものがある、皮下が痛む、小さな孔からの排泄物、病変部位から白いものが突き出している、などがある。 ヒトでは血清学的診断法もヒツジバエの存在を確認するために用いられる。

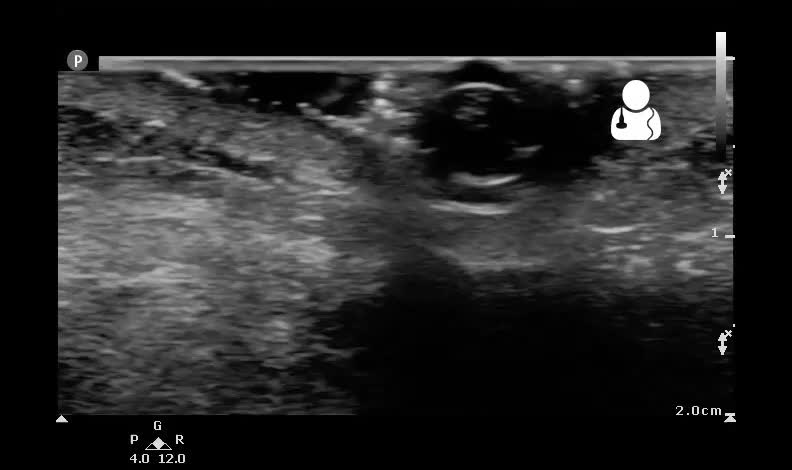
蛆の侵入部位の超音波画像1
- 蛆の侵入部位の超音波画像2[22]
- 蛆の侵入部位の超音波画像3[22]

### 分類
ドイツの 昆虫学者 Fritz Zumptは、蝿蛆症を以下のように表現した。すなわち「生きた人間や脊椎動物に双翅目の幼虫が少なくとも一定時間侵入し、宿主の壊死した、ないし生きた組織、体内の分泌物や摂食したものを食べること」である。しかし現在用いるにあたりこの定義は曖昧である。例えば、死んだ、ないし壊死した組織を食べるのは通常問題にならないからである（チーズバエが貯蔵した食べ物、チーズや保存肉を侵す場合など。これらは寄生というよりむしろ腐食であり、医学的な利便性すらある。）
現代では蝿蛆症は主に、その症例で問題になっている点に応じて分類されている。
- 古典的な蝿蛆症の表記法では、宿主の侵されている部位に応じて記述されていた。この分類はICD-10により用いられている。例えば[23]
  - 表皮
  - 皮下組織
  - 皮膚 (B87.0)
    - 潜行性（幼虫が穿孔しながら進む、あるいは皮膚の下にみられる場合）
    - せつ性（幼虫が1箇所に留まり、膿疱・腫れ物を作る場合）

  - 鼻咽頭（鼻腔、副鼻腔、咽頭） (B87.3)
  - 眼 あるいは 眼球（眼ないし眼の周辺） (B87.2)
  - 耳（耳の中ないし周辺）
  - 胃、直腸あるいは腸（消化に関わる部分） (B87.8)
  - 泌尿生殖器 (B87.8)

- 宿主と寄生虫の関係による分類もあり、蝿蛆症を引き起こす品種の生態やそれによって引き起こされるであろう症状などについて洞察することができる[23]。
  - 絶対寄生は、寄生の時期を経ないと生活環が完結できない場合を指す。特異的、部分的に特異的、あるいは日和見的である。
  - 条件的寄生は、偶発的に生じ、寄生の時期が生活環に必要ではない場合を指す。通常は自由に生活している幼虫が偶然宿主に入り込んだ場合などもあり得る[7]。

偶発的蝿蛆症は、卵や幼虫を食べ物と一緒に飲み込むことにより腸管でしばしばみられる。この状態は擬蝿蛆症とも呼ばれる。擬蝿蛆症の昔からある原因としては、チーズバエ科などのハエの蛆をチーズごと食べることによる。消化管内に存在する品種により、擬蝿蛆症は重大な臨床症状を示すが、ほとんどの場合は気づかれないままになる。

## 予防
第1の防除法は予防であり、何らかの害を及ぼす前にハエの成虫撲滅することを目指す。これはベクターコントロールと呼ばれる。第2の防除法は侵入された場合に治療を行うこと、感染した動物（ヒトを含む）に注意を払うことである。
蝿蛆症を引き起こすハエの成虫の集団をコントロールする主要な方法としては、標的となる家畜の置かれている環境に対する殺虫剤の投与がある。有機リン系殺虫剤や有機塩素系殺虫剤が用いられ、スプレータイプが多い。その他の代替手段としては不妊虫放飼(SIT)がある。これは人工的に隔離し不妊処置を受けた大量の雄のハエを導入する方法である。雄のハエは野生の雌と交尾するために雌を取り合うので、その結果として雌は幼虫に育つことのできない未受精卵を産卵する。
また、ハエに好まれる環境を除去するという方法もある。例えば、ヒツジの尾の除去である。他の例としてはヒツジのクラッチング（蛆に好まれる部位である、尾の周りや後ろ足の間の羊毛を取り除く）また、より永続的な方法として、一部の国ではミュールシングが行われる。これは若い動物から皮膚を切り取って残りの皮膚を引き締め、ハエの攻撃を受けにくくする処置である。

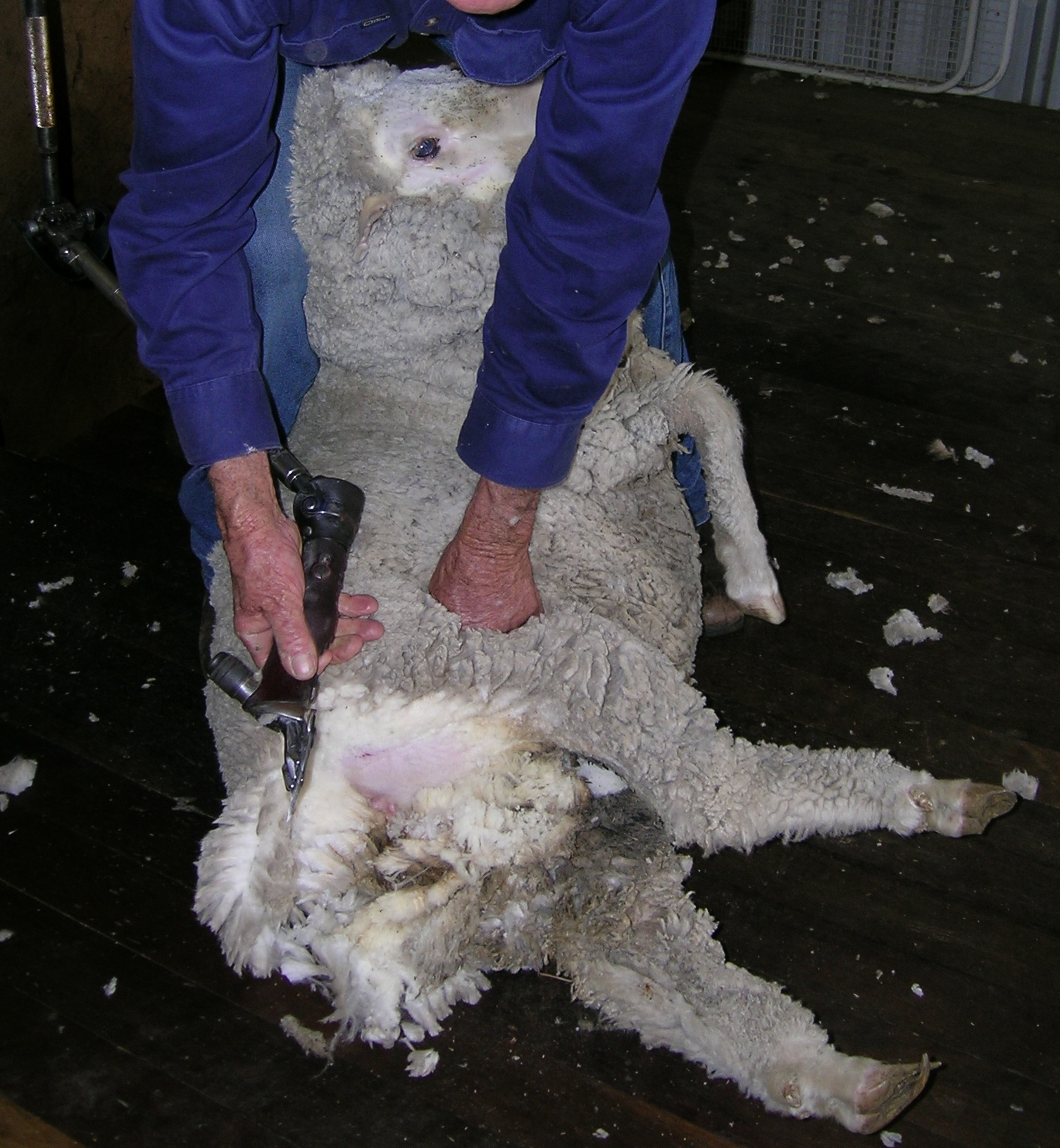
クラッチングを受けるヒツジ

ヒトで蝿蛆症を防ぐためには、公衆衛生および個人の衛生の改善、殺虫剤によるハエの根絶が必要である。衣類は徹底的に洗い（熱湯であればなおよい）、ハエがいない場所で乾燥させ、徹底的にアイロンがけする。アイロンの熱はハエの卵を死滅させる。

## 治療
寄生が成立してしまった場合に適応となる。皮膚蝿蛆症の初期対応として、呼吸孔が形成されてしまった場合は、その孔をワセリンで塞ぐことである。酸素が不足すると幼虫は表面に出てくるので、処理しやすくなる。医療機関・動物病院では、このような暫定的処置を行う時間はないかもしれない。その場合、治療の選択肢はより直接的な、切開を伴う場合もある手法となる。まず、幼虫は病変部位周辺を圧迫しつつ、ピンセットを用いて除去しなければならない。次に、傷口を洗浄し、消毒する。再感染を防ぐための処置も欠かせない。

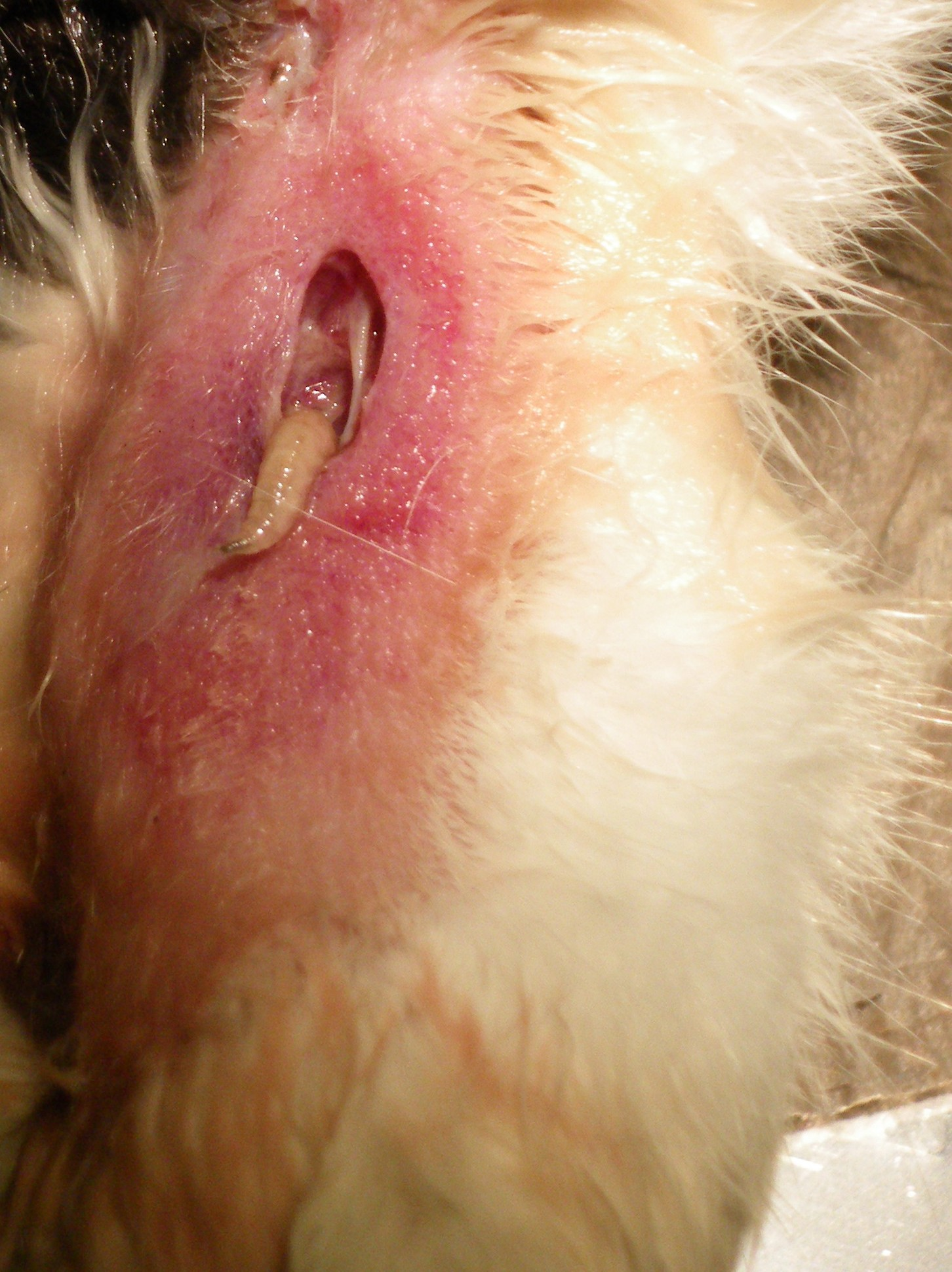
猫の蝿蛆症

家畜の場合、予防的にイベルメクチンを含む遅効性の薬剤を急速静脈注射で投与することにより、幼虫の発育を長期に亘り予防することができる。
ヒツジでは洗羊と呼ばれる処置、すなわち持続性の殺虫剤に動物を浸漬し、幼虫が害をもたらす前に死滅させる方法が用いられることもある。

## 歴史
フレデリック・ウィリアム・ホープは1840年に双翅類の幼虫によって引き起こされる疾患の表現として、（その他の昆虫の幼虫により引き起こされる疾患は scholechiasisと呼ばれていたのに対し）蝿蛆症(myiasis)という単語を造った。Hopeはジャマイカで不明な幼虫により引き起こされ、後に死亡した症例について記述している。
蝿蛆症(myiasis)という用語が初めて使用されたのは1840年だが、同様の病態は古代から存在していた。シャルル9世やアンリ3世の外科医長であったアンブロワーズ・パレ（1510年 - 1590年、16世紀）は、開放創に寄生する幼虫を観察していた。

## マゴットセラピー
壊死した組織があると傷の回復が上手くゆかないことがあるために、壊死組織を取り除くデブリードマンと呼ばれる処置が行われることがある。このデブリードマンを、壊死組織に人為的に蛆を着生させることによって行う手法である。